# Blücher (Adelsgeschlecht)

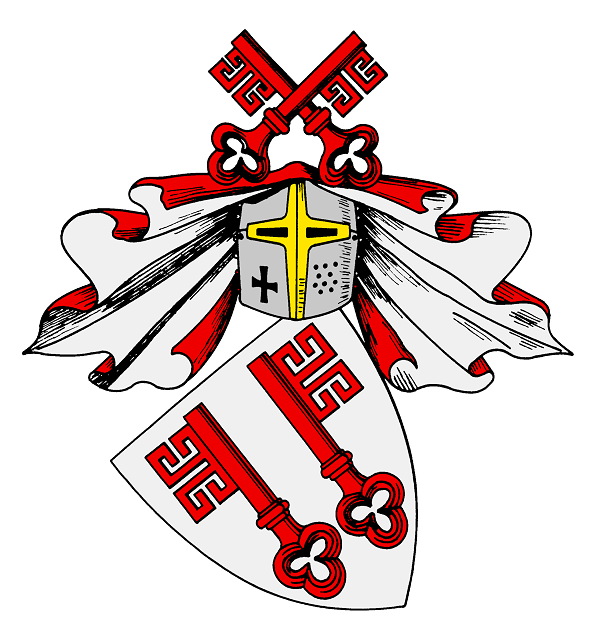
Wappen derer von Blücher

Die Blücher entstammen dem Mecklenburgischen Uradel mit gleichnamigem Stammsitz Blücher bei Boizenburg an der Elbe.

## Geschichte
Das Geschlecht tritt erstmals urkundlich im Jahr 1214 mit dem Ministerialen des Bistums Ratzeburg Ulrich de Bluchere auf. Mit diesem beginnt auch die Stammreihe. Die Blücher sind im Ratzeburger Zehntregister von 1230 als Magnaten erkennbar und waren in der zweiten Hälfte des 13. Jahrhunderts u. a. im Besitz der Güter Büttelkow, Lehsen und Tüschow in Mecklenburg. Zum alten Familienbesitz gehörte auch Wietow. Ein Ulrich von Blücher wird 1256 als Bischof von Ratzeburg, 1291 werden Hermann von Blücher und 1356 Wipert von Blücher als Bischöfe von Ratzeburg genannt. Ab 1293 werden die Blüchers auch als Grundbesitzer in Pommern bekannt (u. a. 1577–1731 mit einem Anteil von Plathe). Danach kamen Besitzungen in Brandenburg hinzu. Bis 1945 blieben Familienzweige auf Gütern in Mecklenburg und Böhmen ansässig, ab 1759 auf Fincken, ab 1779 auf den drei benachbarten Höfen Wasdow, Bobbin und Quitzenow, seit 1793 auf Teschow und ab 1869 auf Gut Jürgenstorf. Die Söhne der Familie gingen zumeist auf bekannte Adelsalumnate.
Im Einschreibebuch des Klosters Dobbertin befinden sich 68 Eintragungen von Töchtern der Familien von Blücher  von 1713 bis 1915 aus Suckow, Schimm, Rensow, Bobbin, Klein Plasten, Klein Görnow, Göhren, Blücher, Sophienhof, Fincken, Quitzenow und Jürgenstorf zur Aufnahme in das dortige Damenstift. Gut Rosenow konnte über drei Generationen von Mitte des 19. Jahrhunderts bis zur Wirtschaftskrise 1929/1930 gehalten werden und wurde dann wieder verkauft.
Ein Zweig der Familie wurde 1777 zu dänischen Grafen von Blücher-Altona. Der Zweig Blücher-Finken wurde 1815 in den preußischen Grafenstand erhoben. 1880 wurde ein Familienverband gegründet.

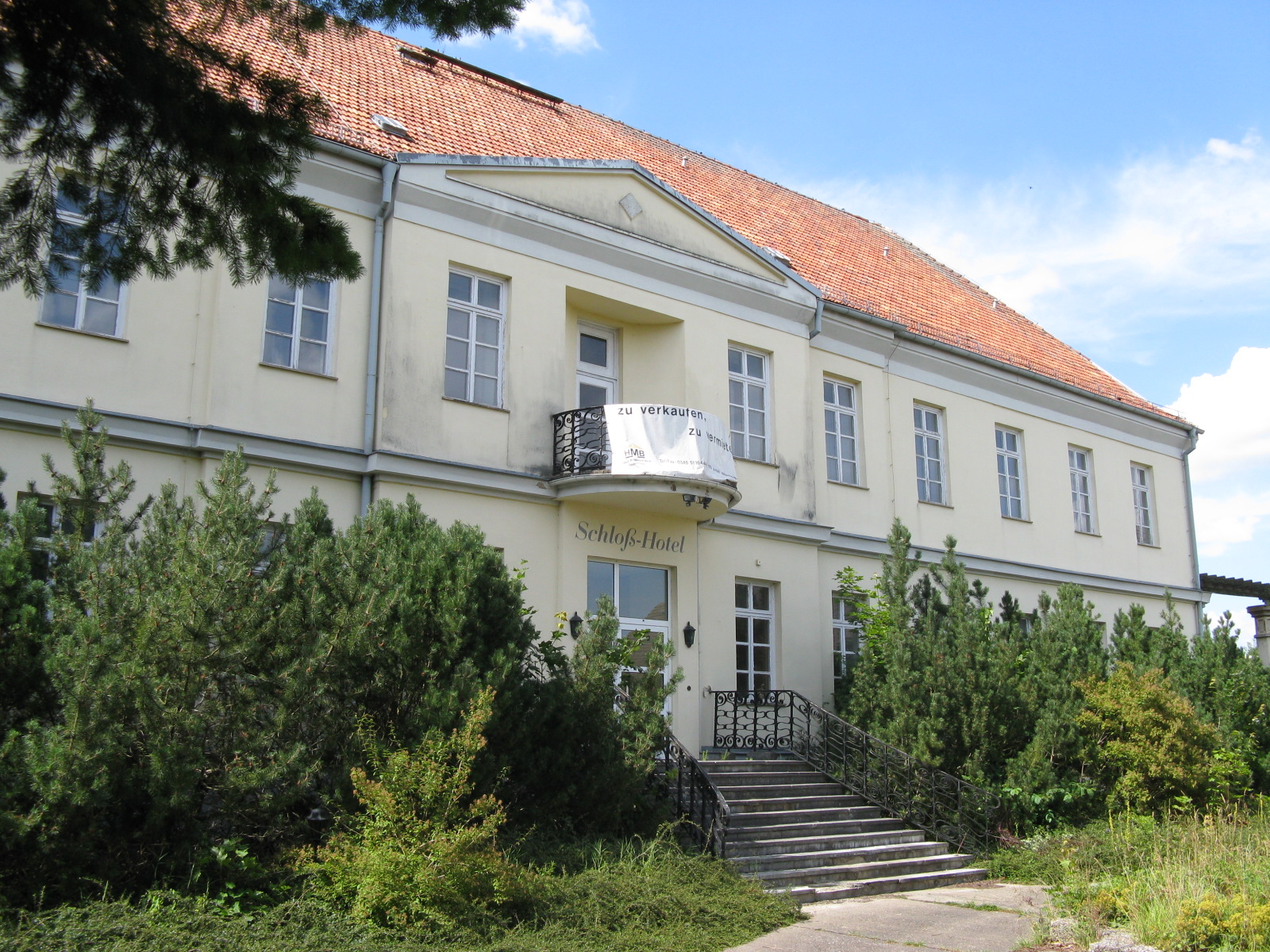
Gut Fincken, Mecklenburg (ab 1759 im Besitz der Blücher)
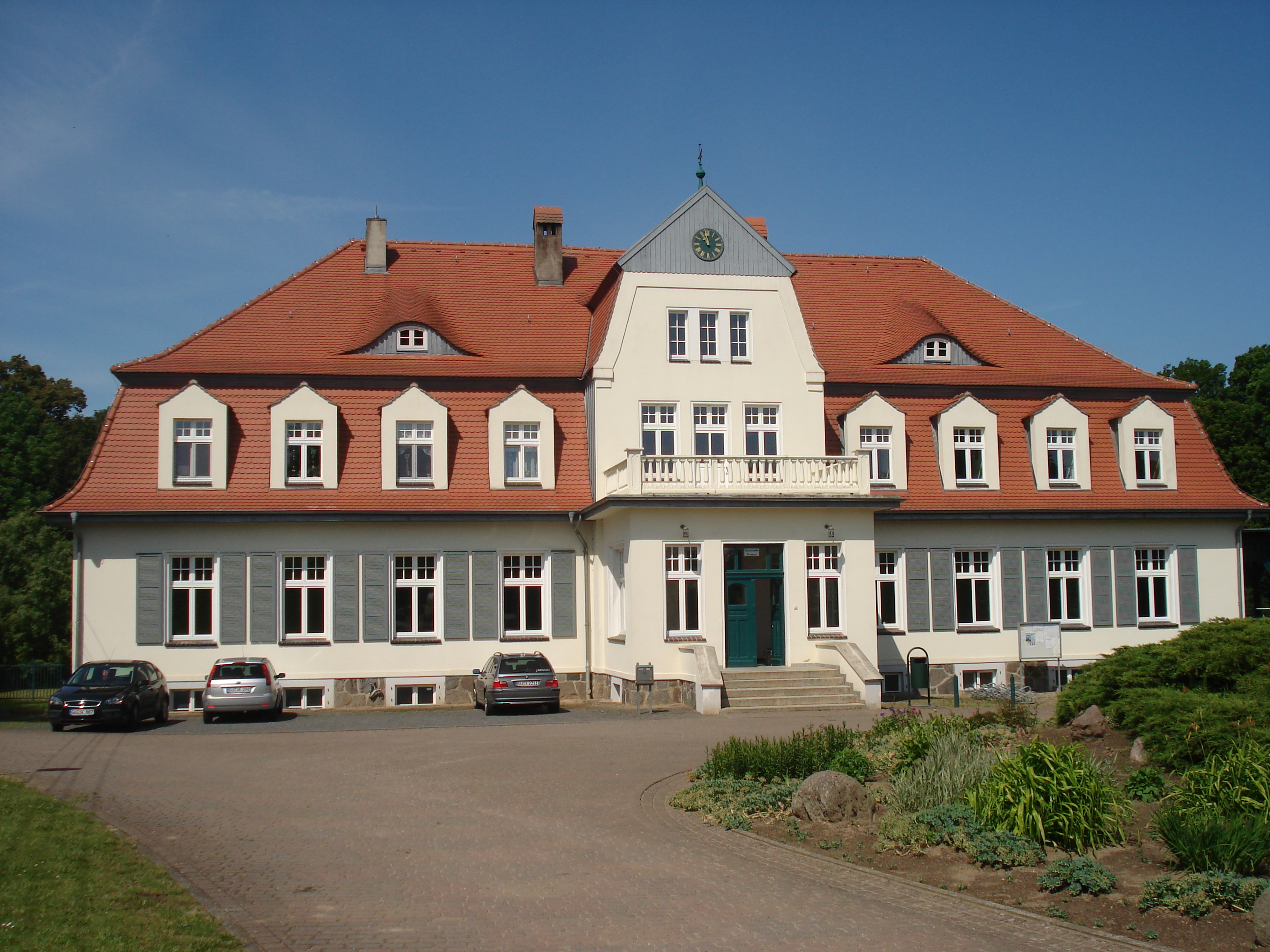
Gut Wasdow, Mecklenburg (1779–1895 im Besitz der Blücher)
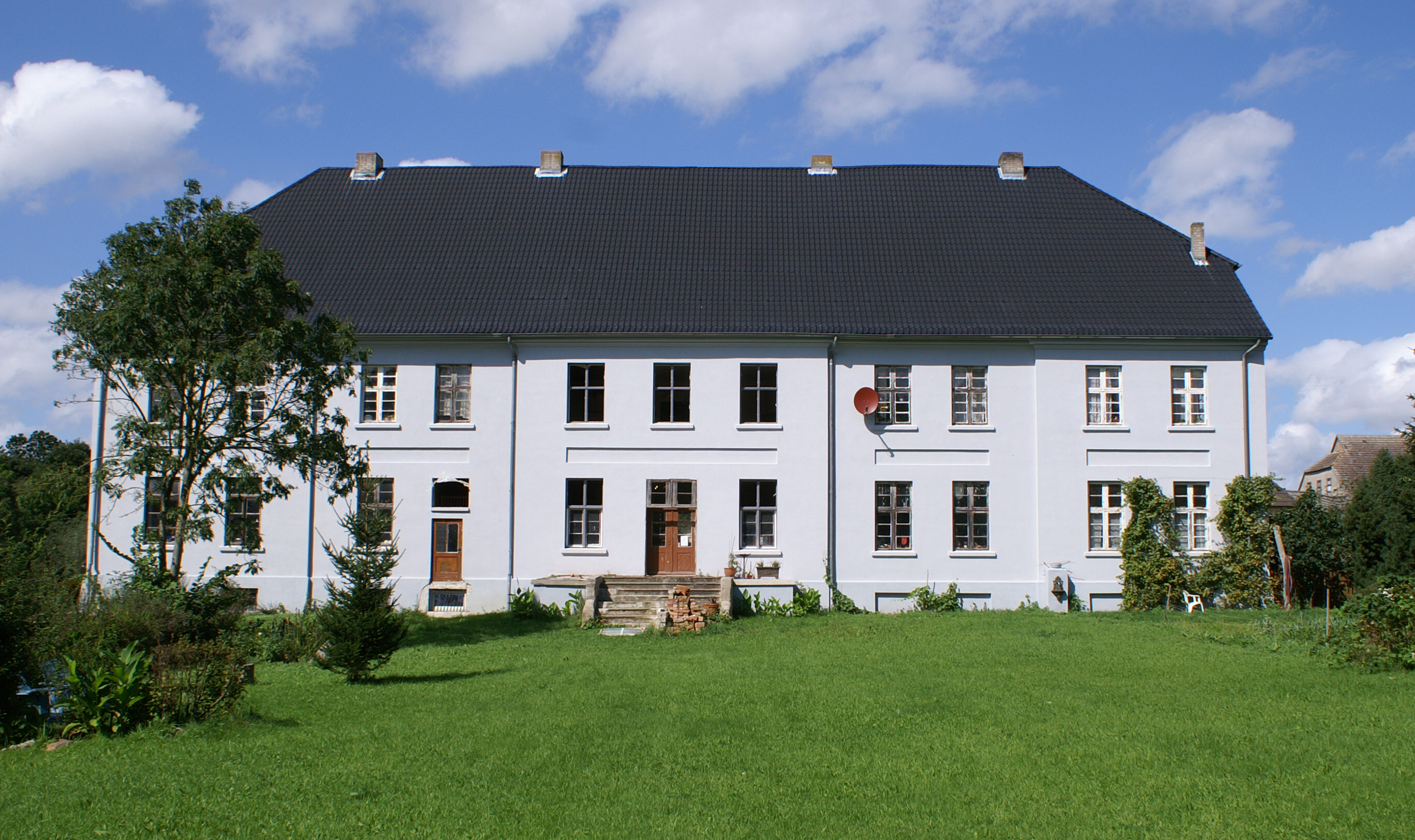
Gut Bobbin, Mecklenburg (ab 1779 im Besitz der Blücher)
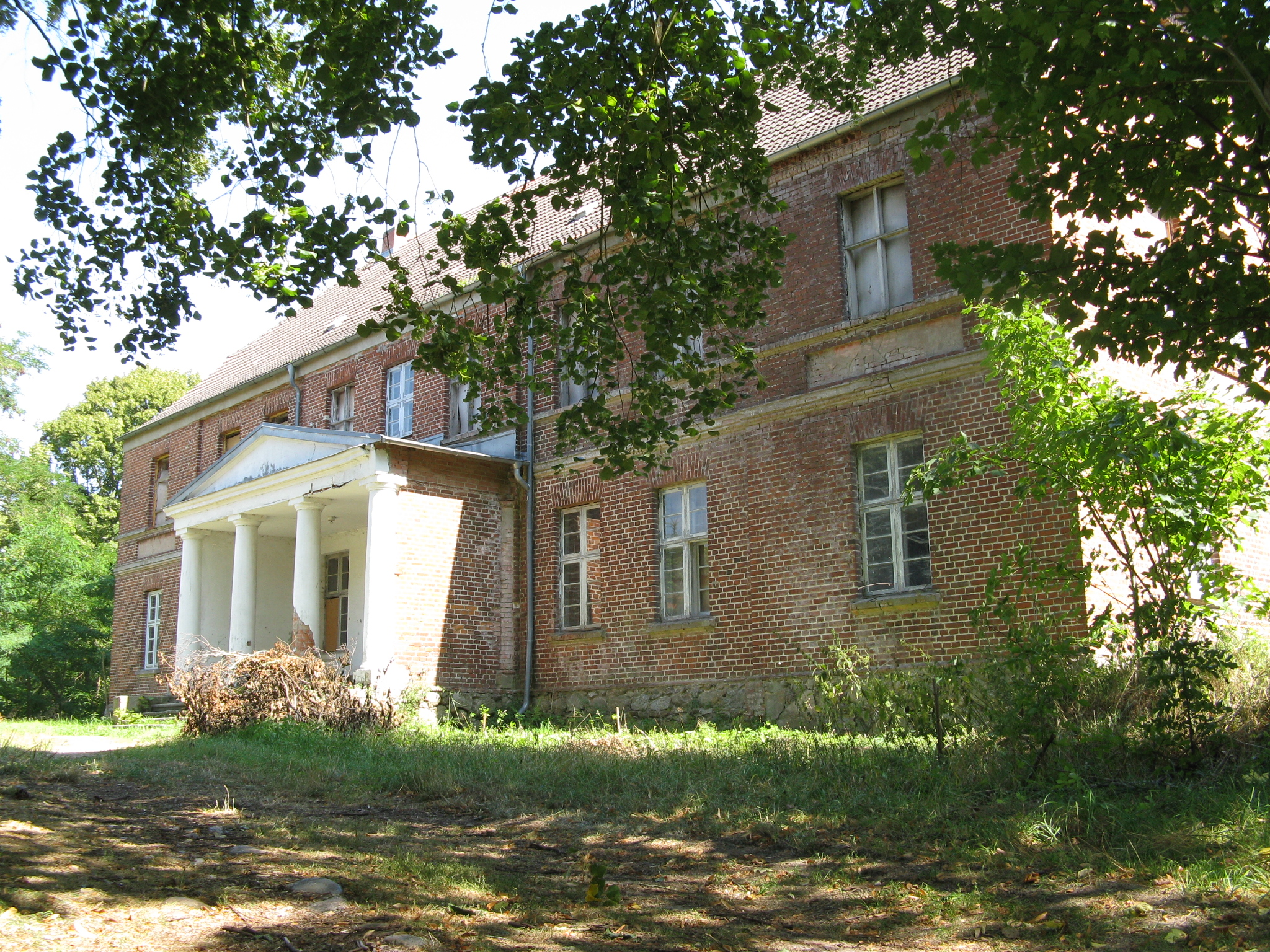
Gut Quitzenow, Mecklenburg (ab 1779 im Besitz der Blücher)

## Fürsten Blücher von Wahlstatt

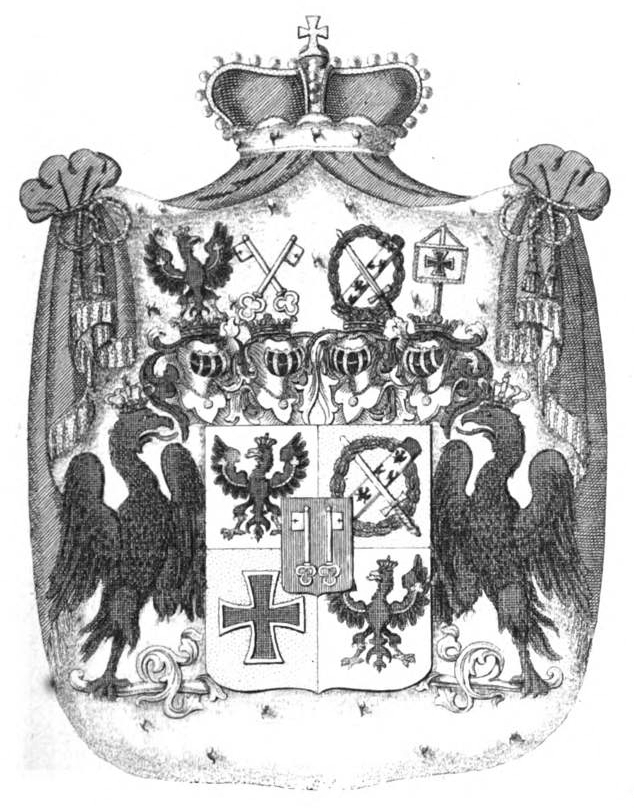
Fürstliches Wappen Blücher von Wahlstatt

Der wohl bekannteste Zweig geht auf den preußischen Feldmarschall Gebhard Leberecht von Blücher zurück, einen der drei siegreichen Befehlshaber der Schlacht bei Waterloo. Er entstammte einer Offizierslinie, die ursprünglich auf Gut Renzow ansässig war, das allerdings sein Urgroßvater während des Dreißigjährigen Krieges verloren hatte. Gebhard Leberecht trat erst in schwedische, dann in preußische Dienste und wurde 1801 Generalleutnant und 1813 Generalfeldmarschall.
Nach der Einnahme von Paris am 30. März 1814 schenkte ihm der preußische König Friedrich Wilhelm III. die Güter um Krieblowitz in Niederschlesien und erhob ihn am 3. Juni 1814, am Tag der Siegesparade in Berlin, in den erblichen Grafenstand. Nach dem Sieg bei Waterloo am 18. Juni 1815 erhielt er die persönliche Fürstenwürde als Fürst von Wahlstatt sowie das Palais Blücher in Berlin.
Dem Enkel des Marschalls, Graf Gebhard Bernhard Carl von Blücher, wurde von König Wilhelm I. von Preußen am 18. Oktober 1861, an seinem Krönungstag zu Königsberg, die Fürstenwürde mit der Anrede Durchlaucht, erblich in Primogenitur, als die an den Feldmarschall anknüpfende verliehen, während die Agnaten den Titel Graf bzw. Gräfin Blücher von Wahlstatt trugen. Diese Linie zählt seither zum Hochadel. Eine Bedingung der Vererbung war der ungeteilte Besitz der Fideikommisse Krieblowitz, Wahlstatt (seit 1847 im Besitz der Familie), Strachwitz und seines Palais Blücher am Pariser Platz in Berlin. Der zweite Fürst erwarb 1832 durch Heirat Schloss Raduň in Mährisch-Schlesien. Als dritter Fürst folgte ihm sein ältester Sohn Gebhard Leberecht (1836–1916), diesem sein ältester Sohn Gebhard von Blücher als 4. Fürst Blücher von Wahlstatt (1865–1931). Gegenwärtiger „Chef des Hauses“ ist Nikolaus Fürst Blücher von Wahlstatt (* 1932).

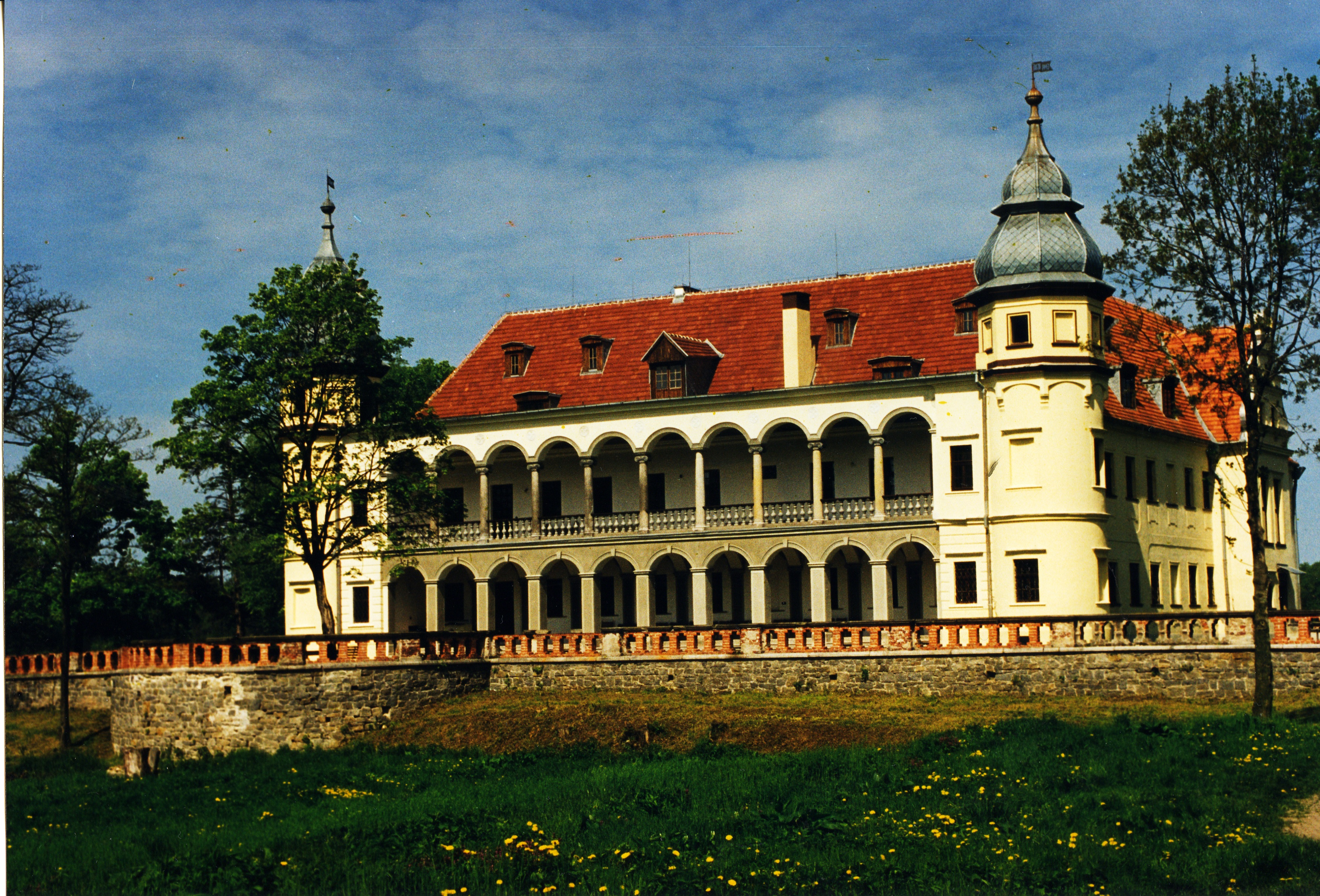
Schloss Krieblowitz, Niederschlesien (1814 bis 1945 im Besitz der Fürsten Blücher)
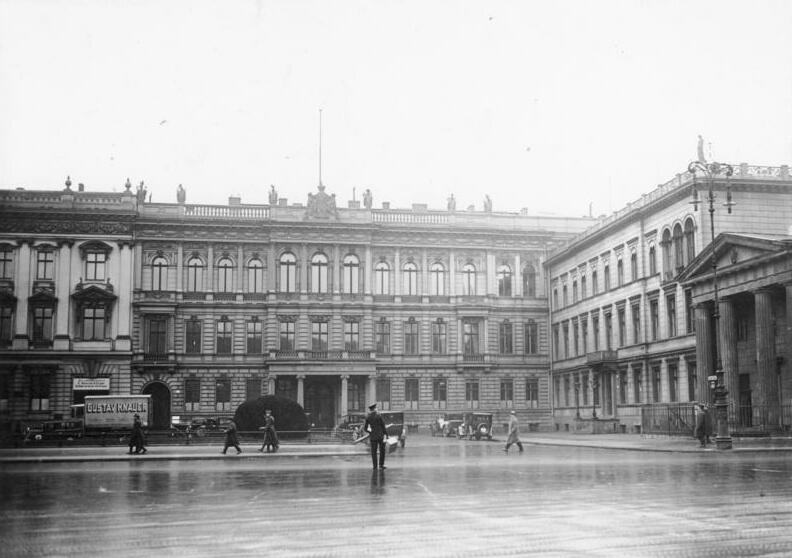
Palais Blücher am Pariser Platz 2 in Berlin
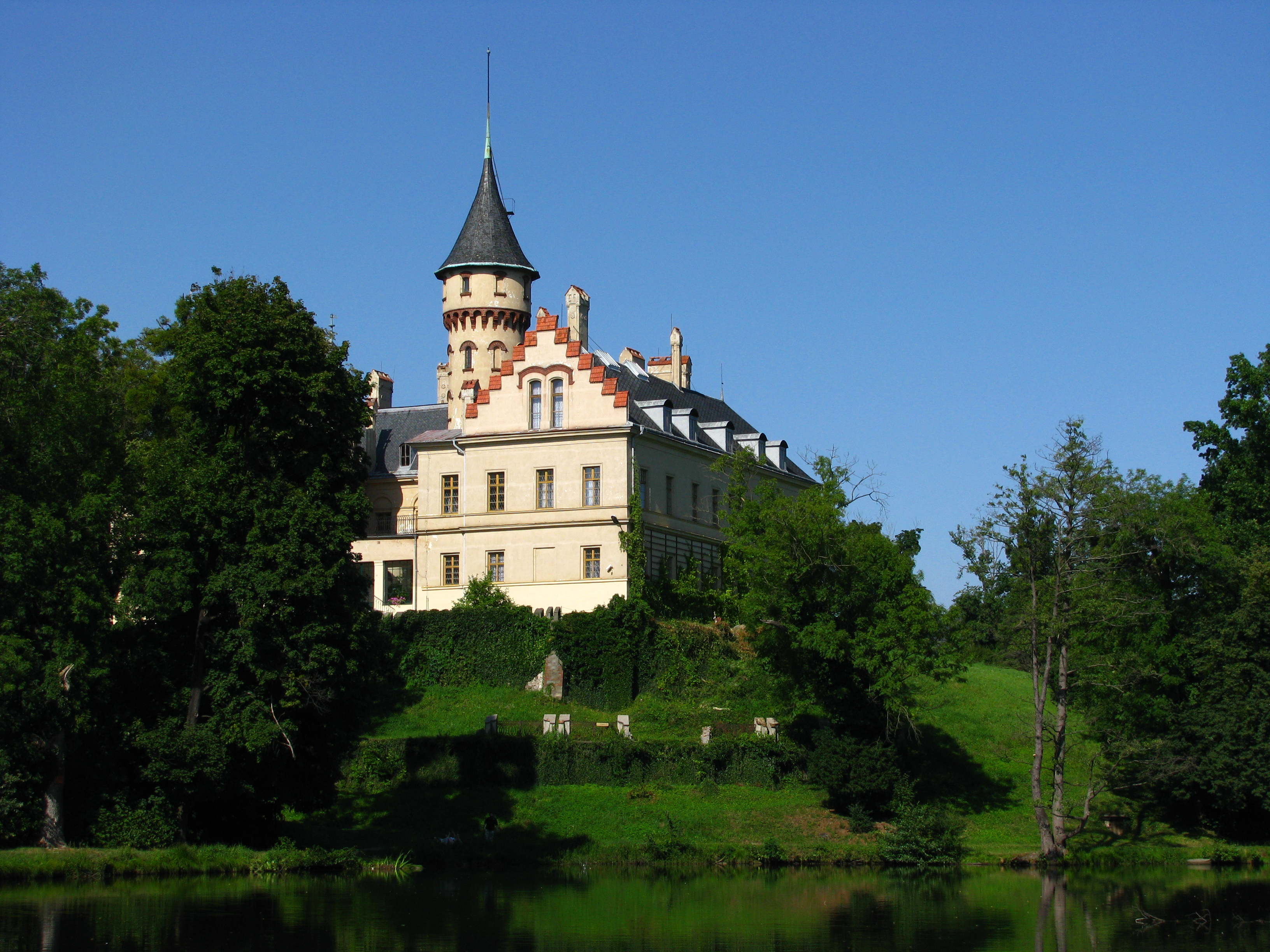
Schloss Raduň, Mährisch-Schlesien (1832 bis 1945 im Besitz der Fürsten Blücher)
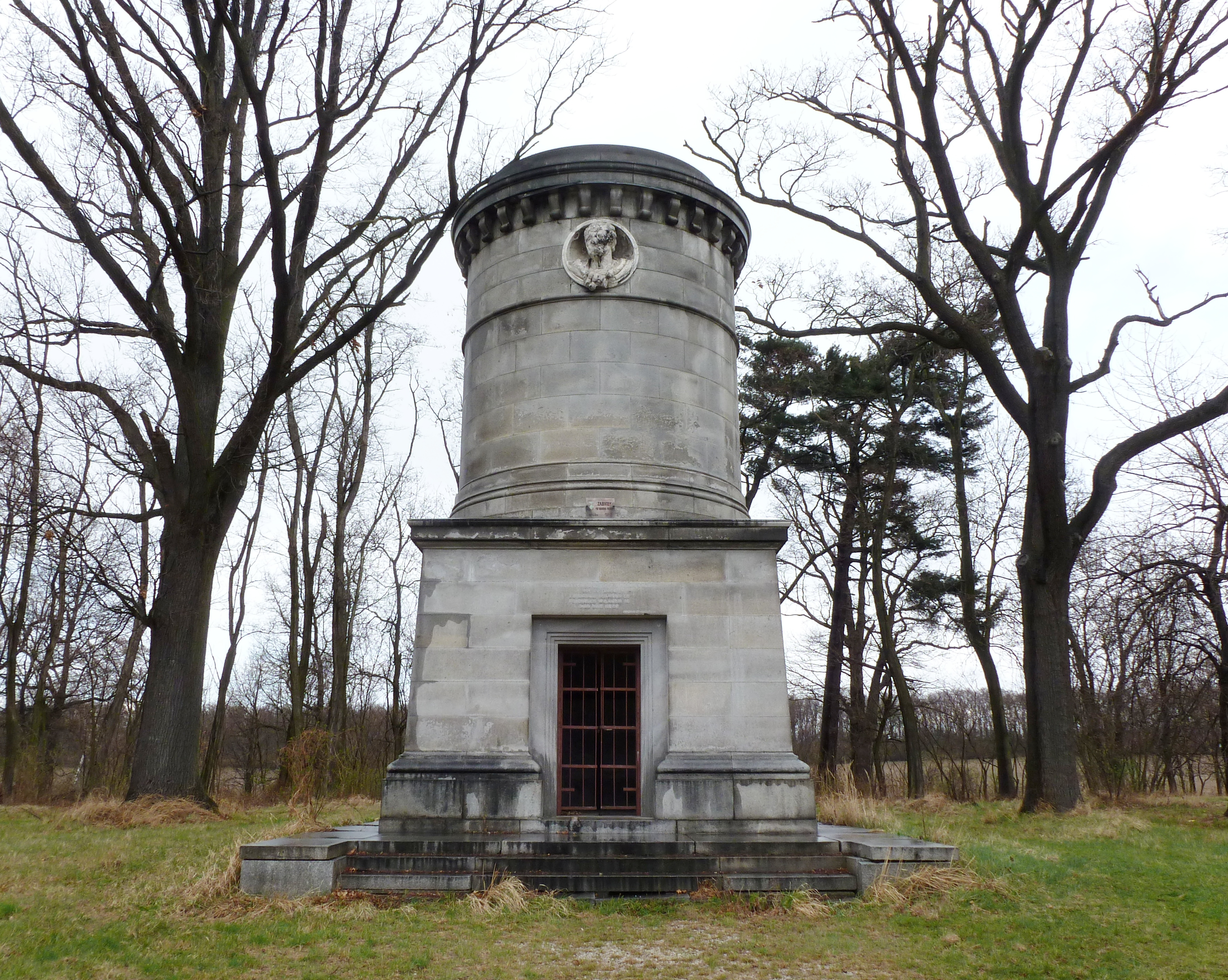
Blüchermausoleum in Krieblowitz

## Wappen

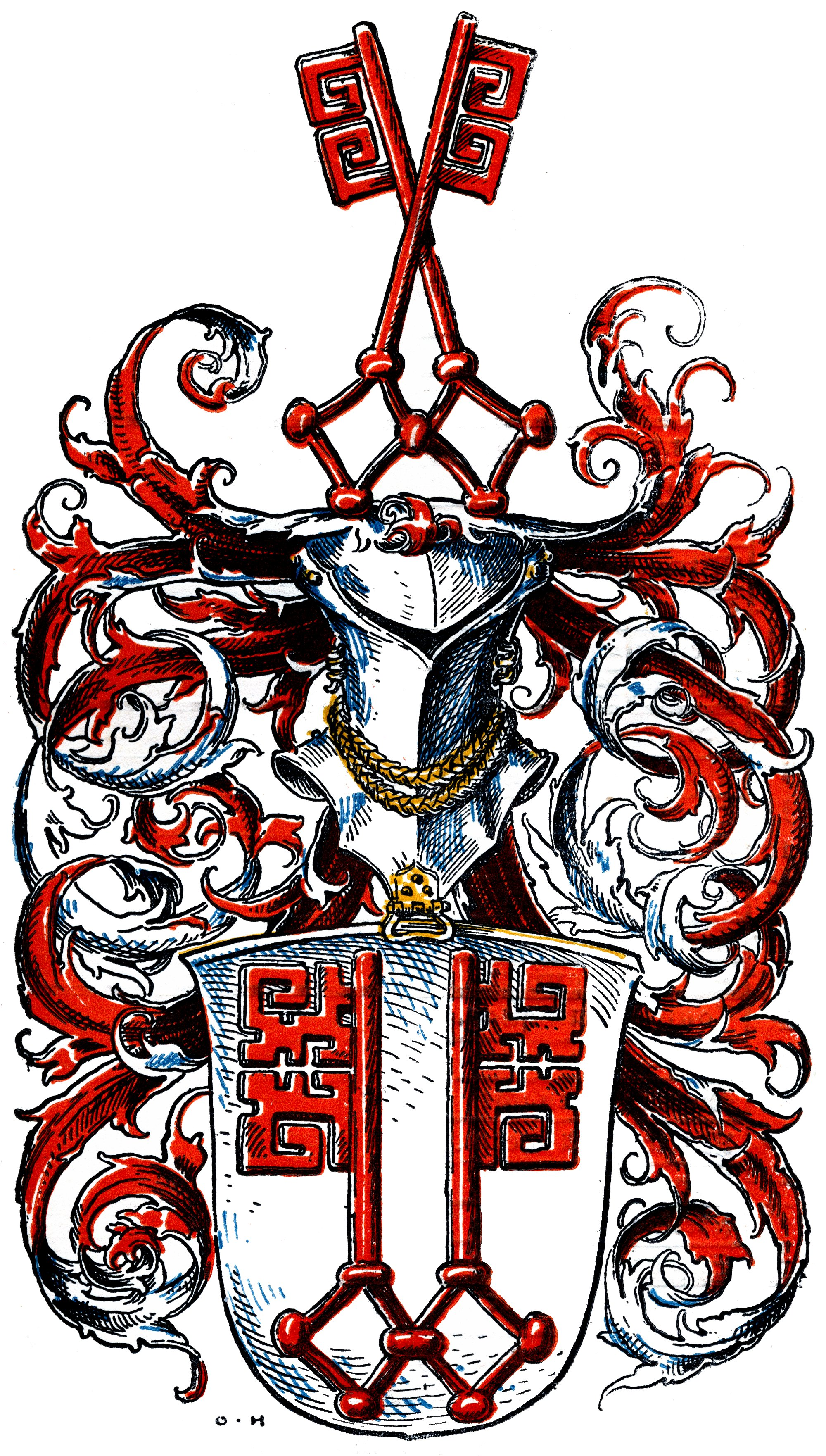
Wappen derer von Blücher, Otto Hupp, Münchner Kalender 1898

- Stammwappen (gelehnter Schild): „In Silber zwei balkenweise rote Schlüssel, die Bärte auswärts und nach oben gerichtet[11]; auf dem hersehenden Topfhelm mit rot-silbernen Decken zwei schräggekreuzte rote Schlüssel, die Bärte auswärts und nach oben gerichtet.“
- Grafen von Blücher-Altona: Viergeteiltes Schild mit goldgerandetem gekröntem Herzschild belegt. In diesem das Blüchersche Familienwappen. 1 und 4 in Blau ein sechsstrahliger goldener Stern, 2 u. 3 in Gold eine rote Veste mit drei Türmen.'
- Fürst und Grafen Blücher von Wahlstatt: Viergeteiltes Schild mit silbernem Herzschild. In diesem das Blüchersche Familienwappen. 1 und 4 in Silber der preußische Adler, 2 in Gold innerhalb eines grünen Lorbeerkranzes ein gold-begrifftes Schwert und ein silberner Feldmarschallsstab gekreuzt, 3 in Gold das Eiserne Kreuz.

### Wappensage
Der Urahn der Familie Blücher war der Sage nach ein mutiger wendischer Krieger, der mit Herzog Heinrich dem Löwen nach Rhodos zog und dort wegen seiner Tapferkeit den Ritterschlag erhielt. Nach Hause zurückgekehrt, begleitete er seinen Herren, als dieser seinem von Nikolaus bedrängten Schwiegersohn, dem Fürsten Borwin von Mecklenburg, zu Hilfe kam. Auch in diesen Kämpfen zeichnete er sich durch große Tapferkeit aus. Er soll ganz allein eine Kapelle, welche die Abodriten zerstören wollten, geschützt haben. Als er, nachdem die Abodriten geflohen waren, blutend seinem Herren die Kirchenschlüssel überreichte, da nannte er ihn Bleudiger (Blutiger, davon Blücher) und verlieh ihm die Schlüssel als Wappenzeichen.

## Bedeutende Persönlichkeiten

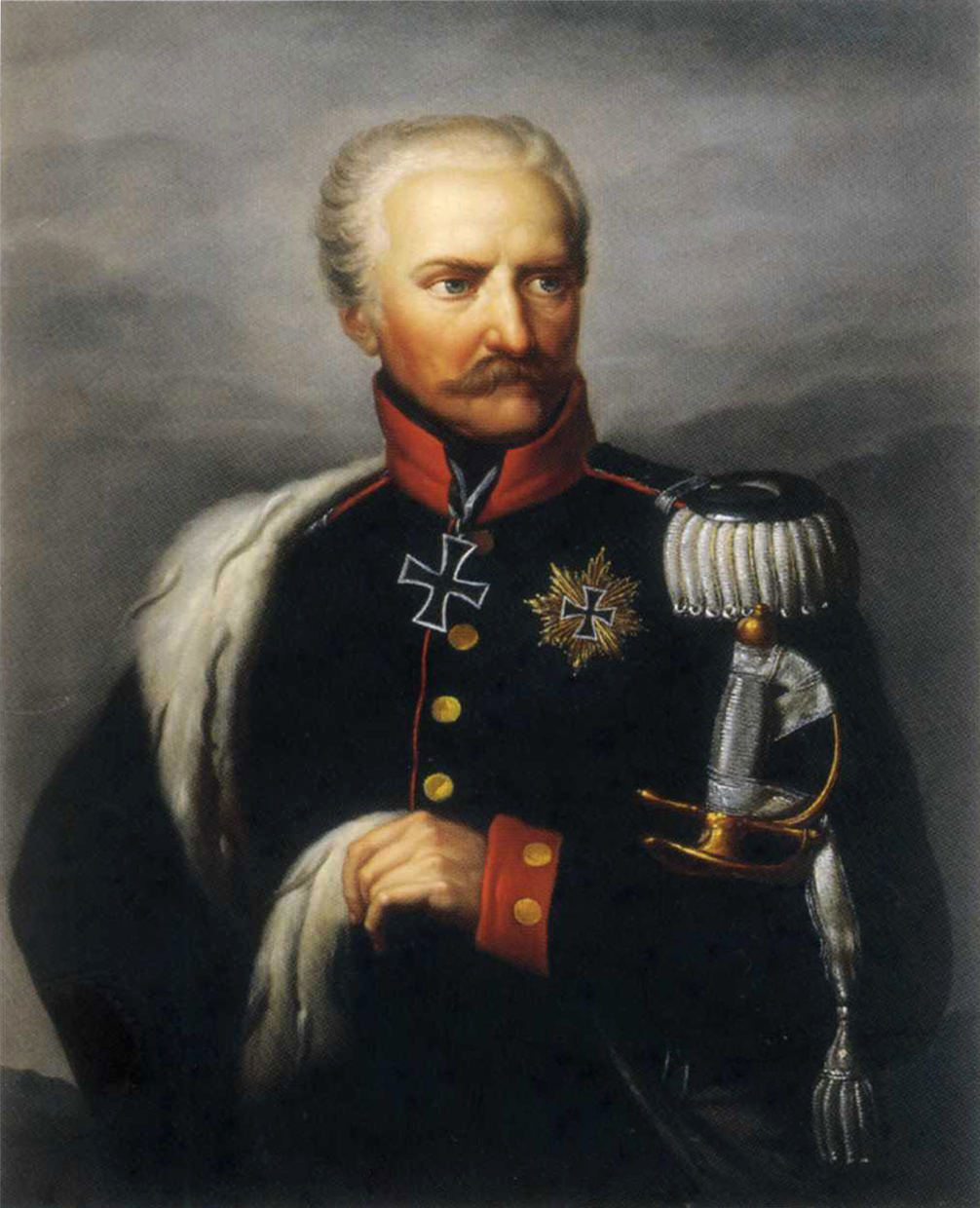
Gebhard Leberecht von Blücher, Fürst von Wahlstatt (1742–1819), preußischer Generalfeldmarschall und siegreicher Befehlshaber in der Schlacht bei Waterloo

- Ulrich von Blücher, Bischof von Ratzeburg (1257–1284)
- Hermann von Blücher, Bischof von Ratzeburg (1291–1309)
- Wipert von Blücher, Bischof von Ratzeburg (1356–1376)
- Carl Leopold von Blücher (1742–1804), dänischer Generalmajor
- Gebhard Leberecht von Blücher, 1. Fürst Blücher von Wahlstatt (1742–1819), preußischer Generalfeldmarschall
- Conrad Daniel von Blücher-Altona (1764–1845), Oberpräsident von Altona
- Franz Blücher von Wahlstatt (1778–1829), preußischer Generalmajor
- Hans von Blücher (1789–1861), Landrat, Gutsbesitzer in Suckow, 41 Jahre Provisor im Kloster Dobbertin
- Ernst von Blücher (1793–1863), Verwaltungsjurist, Gutsbesitzer
- Gebhard Blücher von Wahlstatt (1799–1875), 2. Fürst Blücher von Wahlstatt, Mitglied des Preußischen Herrenhauses
- Helmuth von Blücher (1805–1862), Chemiker, Autor
- Ulrich von Blücher (1816–1903), preußischer Generalmajor
- Gebhard Lebrecht Fürst Blücher von Wahlstatt (1836–1916), 3. Fürst Blücher von Wahlstatt, Mitglied des Preußischen Herrenhauses
- Ulrich Vicco von Blücher (1853–1936), Großherzglich-mecklenburgischer Finanzminister und Bevollmächtigter zum Bundesrat
- Gebhard von Blücher (1865–1931), 4. Fürst Blücher von Wahlstatt
- Wipert von Blücher (1883–1963), deutscher Diplomat
- Joachim von Blücher (1888–1980), deutscher Politiker (NSDAP) und SA-Führer
- Johann-Albrecht von Blücher (1892–1972), Generalmajor der Wehrmacht
- Hasso von Blücher (* 1941), Gründer der Blücher GmbH
- Borusso von Blücher (* 1944), deutscher Diplomat

## Die Familie Blücher im Zweiten Weltkrieg

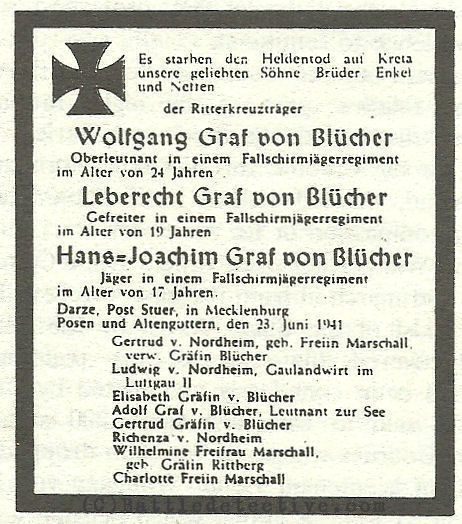
Todesanzeige für die gefallenen von Blücher Brüder, Juni 1941

Neben dem Generalmajor Johann-Albrecht von Blücher dienten während des Zweiten Weltkriegs unter anderem vier Brüder aus der Familie in der Wehrmacht:
- Wolfgang Henner Peter Lebrecht Graf von Blücher, Oberleutnant (* 31. Januar 1917 in Altengottern; † 21. Mai 1941 nahe Iraklio, Kreta)
- Leberecht Wilhelm Konstantin Wolf Axel Graf von Blücher, Gefreiter (* 13. April 1922 in Fincken; † 21. Mai 1941 nahe Iraklio)
- Hans-Joachim Gebhard Leberecht Graf von Blücher, Jäger (* 23. Oktober 1923 in Fincken; † 21. Mai 1941 nahe Iraklio)
- Adolf Graf von Blücher, Leutnant zur See (* September 1918; † 8. Juni 1944 in Mecklenburg)[12]

Wolfgang, Leberecht und Hans-Joachim fielen als Angehörige der Fallschirmtruppe im Laufe der Luftlandeschlacht um Kreta am 21. Mai 1941 innerhalb weniger Stunden. Adolf wurde daraufhin vom Dienst in der Kriegsmarine befreit und konnte sich um das Gut seiner Familie kümmern, kam jedoch 1944 bei einem Jagdunfall ums Leben.

## Literatur

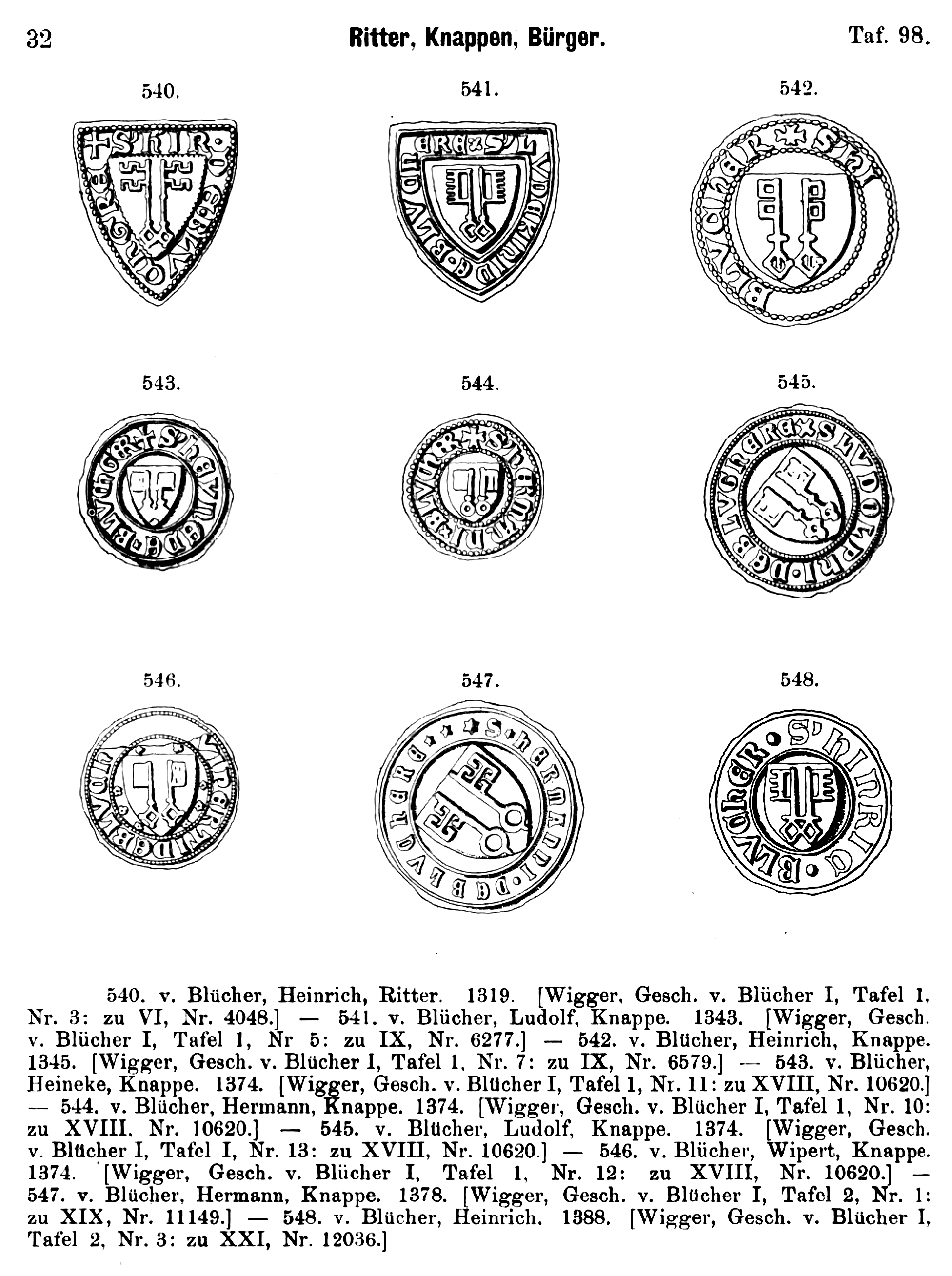
Blücher-Siegel im mittelalterlichen Mecklenburg